# Ucanha
Ucanha é uma povoação portuguesa do Município de Tarouca que foi sede da extinta freguesia de Ucanha, a qual tinha 5,28 km² de área e 403 habitantes (2011), e, por isso, uma densidade populacional de 76,3 hab./km².
Apesar de o território da freguesia fazer parte da Região Demarcada de Távora-Varosa (especializada em vinho espumante) e não da Região Demarcada do Douro, Ucanha faz parte da «Rota das Aldeias Vinhateiras do Douro».
Situada na margem direita do rio Varosa (sobre o qual se ergue a icónica ponte medieval), Ucanha foi, até 1836, vila e sede de um concelho constituído pelas freguesias de Granja Nova, Salzedas, Ucanha e Vila Chã de Cangueiros (actual Vila Chã da Beira), ocupando a zona nordeste do actual município de Tarouca. O concelho tinha, em 1801, 2 217 habitantes.
Com as primeiras reformas administrativas do Liberalismo (Decreto de 6 de Novembro de 1836), o concelho de Ucanha foi extinto, perdendo a localidade o seu estatuto de vila e sendo todas as suas freguesias transferidas para o concelho de Mondim da Beira.
Em 26 de Junho de 1896, com a extinção do concelho de Mondim da Beira, a freguesia de Ucanha seria anexada ao concelho de Armamar, sendo posteriormente (Decreto de 13 de Janeiro de 1898) transferida para o concelho (atual município) de Tarouca.
Em 2013, no âmbito da reforma administrativa, a freguesia de Ucanha foi agregada à freguesia de Gouviães, criando-se a União de Freguesias de Gouviães e Ucanha.
Em Ucanha nasceu o célebre filólogo e etnólogo José Leite de Vasconcelos (1858-1941).

## População
A tendência de evolução populacional é negativa. As causas são comuns: as pessoas deslocam-se para o litoral ou para o estrangeiro, na procura de melhores condições de vida, especialmente os casais jovens, que têm ou planeiam ter filhos, sobretudo quando ambos trabalham e não têm onde colocar as crianças, já que nesta aldeia não há infantários.
| População da freguesia de Ucanha | População da freguesia de Ucanha | População da freguesia de Ucanha | População da freguesia de Ucanha | População da freguesia de Ucanha | População da freguesia de Ucanha | População da freguesia de Ucanha | População da freguesia de Ucanha | População da freguesia de Ucanha | População da freguesia de Ucanha | População da freguesia de Ucanha | População da freguesia de Ucanha | População da freguesia de Ucanha | População da freguesia de Ucanha | População da freguesia de Ucanha |
| -------------------------------- | -------------------------------- | -------------------------------- | -------------------------------- | -------------------------------- | -------------------------------- | -------------------------------- | -------------------------------- | -------------------------------- | -------------------------------- | -------------------------------- | -------------------------------- | -------------------------------- | -------------------------------- | -------------------------------- |
| 1864                             | 1878                             | 1890                             | 1900                             | 1911                             | 1920                             | 1930                             | 1940                             | 1950                             | 1960                             | 1970                             | 1981                             | 1991                             | 2001                             | 2011                             |
| 571                              | 500                              | 586                              | 664                              | 626                              | 619                              | 648                              | 663                              | 672                              | 856                              | 551                              | 576                              | 635                              | 423                              | 403                              |

Nos anos de 1864 a 1890 pertencia ao concelho de Mondim da Beira, extinto por decreto de 26 de junho de 1986
| Distribuição da População por Grupos Etários | Distribuição da População por Grupos Etários | Distribuição da População por Grupos Etários | Distribuição da População por Grupos Etários | Distribuição da População por Grupos Etários | Distribuição da População por Grupos Etários | Distribuição da População por Grupos Etários | Distribuição da População por Grupos Etários | Distribuição da População por Grupos Etários | Distribuição da População por Grupos Etários |
| -------------------------------------------- | -------------------------------------------- | -------------------------------------------- | -------------------------------------------- | -------------------------------------------- | -------------------------------------------- | -------------------------------------------- | -------------------------------------------- | -------------------------------------------- | -------------------------------------------- |
| Ano                                          | 0-14 Anos                                    | 15-24 Anos                                   | 25-64 Anos                                   | > 65 Anos                                    |                                              | 0-14 Anos                                    | 15-24 Anos                                   | 25-64 Anos                                   | > 65 Anos                                    |
| 2001                                         | 73                                           | 71                                           | 197                                          | 82                                           |                                              | 17,3%                                        | 16,8%                                        | 46,6%                                        | 19,4%                                        |
| 2011                                         | 61                                           | 48                                           | 202                                          | 92                                           |                                              | 15,1%                                        | 11,9%                                        | 50,1%                                        | 22,8%                                        |

Média do País no censo de 2001:  0/14 Anos-16,0%; 15/24 Anos-14,3%; 25/64 Anos-53,4%; 65 e mais Anos-16,4%
Média do País no censo de 2011:   0/14 Anos-14,9%; 15/24 Anos-10,9%; 25/64 Anos-55,2%; 65 e mais Anos-19,0%

## Economia
O sector económico primordial é o primário. A agricultura, especialmente a vitivinicultura, é a principal forma de subsistência das populações.  No caso específico de Ucanha, a baga de sabugueiro possui um peso enorme na economia familiar.

## Património
- Torre de Ucanha
- Ruínas românicas de Salzedas no local de Abadia Velha
- Igreja Paroquial de Ucanha e património integrado
- Conjunto de casas da Judiaria antiga

## Cultura
Existe um grupo de Cantadores de Janeiras.